# Station Interlaken Ost
Station Interlaken Ost is het hoofdstation van de Zwitserse plaats Interlaken. Het andere, kleinere station is Interlaken West.

## Geschiedenis
Het station werd op 1 juli 1874 geopend aan de toenmalige Bödelibahn, de latere Thunerseebahn. Op 1 juli 1890 werd het station aangesloten op de Berner Oberland-Bahn.

## Ligging

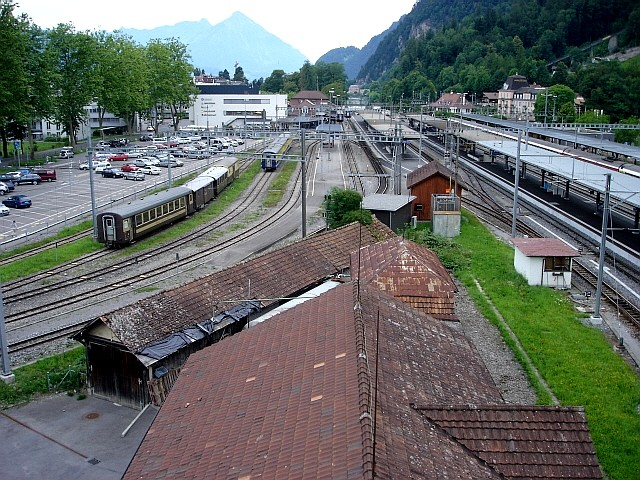
Zicht over het station

Het station ligt aan de Brünigbahn, de Thunerseebahn en de Berner Oberland-Bahn. Voor alle drie is het station het begin- en/of eindpunt.
Aan het station aan de zuidelijke oever van de Aare ligt een aanlegkade van waar BLS Schifffahrt met vijf schepen een lijndienst over de Brienzersee exploiteert.

## Diensten
Het station wordt aangedaan door veel verschillende treindiensten:

## Treinverbindingen
| Serie  | Treinsoort                        | Route | Bijzonderheden |
| ------ | --------------------------------- | --- | -------------- |
| ICE 12 | InterCityExpress (DB Fernverkehr) | Berlin Ostbahnhof – Berlin Hbf – Berlin-Spandau – Wolfsburg Hbf – Braunschweig Hbf – Hildesheim Hbf – Göttingen – Kassel-Wilhelmshöhe – Fulda – Hanau Hbf – Frankfurt (Main) Hbf – Mannheim Hbf – Karlsruhe Hbf – Offenburg – Freiburg (Breisgau) Hbf – Basel Bad Bf – Basel SBB – Liestal – Olten – Bern – Thun – Spiez – Interlaken West – Interlaken Ost |                |
| IC 61  | Intercity (SBB)                   | Basel SBB – Olten – Bern – Interlaken Ost |                |

- InterCityExpress-treinen naar het Berlin Ostbahnhof
- TGV Lyria naar station Paris Gare de Lyon
- SBB Intercitytreinen naar Basel SBB
- BLS regiotreinen naar Spiez
- BLS regioexpress-treinen naar Zweisimmen
- Zentralbahn regiotreinen naar Meiringen
- Zentralbahn interregiotreinen naar Luzern
- BOB regiotreinen naar Grindelwald/Lauterbrunnen (vleugeltrein tot Zweilütschinen)